# Нежить (фильм)
«Нежить» (англ. Revenant) — комедийный фильм ужасов Ричарда Элфмана, вышедший в 1998 году. Премьера фильма состоялась 18 марта 1998 года. Второе название фильма «Modern Vampires» (рус. Современные вампиры) — по словам режиссёра, фильм пришлось переименовать, поскольку выяснилось, что американская публика не знала значения слова «revenant» (выходец с того света).
Слоган фильма — «They’re ridding the world of Bloodsuckers» («Они управляют миром кровососов»).
Картина удостоилась 3-го места в номинации «Лучший иностранный фильм» на фестивале Fantasia в 1999 году.

## Сюжет
Действие фильма происходит в Лос-Анджелесе. Однажды вампир Даллас приезжает к родным, чтобы выяснить, как идут дела. Оказывается, глава всех вампиров Граф (имеется ввиду граф Дракула) пригласил их на вампирскую вечеринку. В это время вампирша Нико, известная как «Голливудская потрошительница», убивает людей, высасывая кровь и запивая коньяком.
В Лос-Анджелес приезжает Фредерик Ван Хельсинг, который хочет уничтожить всех вампиров, в том числе и Далласа. Сам Ван Хельсинг мстит Далласу за то, что тот обратил его сына в вампира во время Второй мировой войны, чтобы вылечить его от болезни (за что Ван Хельсингу пришлось убить собственного сына). Фредерик Ван Хельсинг обзванивает людей, чтобы найти хотя бы одного помощника в борьбе против кровососов. К нему приходит афроамериканец по кличке Бомба, и тот соглашается на него работать. Им удалось убить одного из вампиров. После этого Ван Хельсинг рассказывает Бомбе о том, как всё случилось.
В это время Даллас знакомится с Нико и приводит её к семье, однако те встречают её негостеприимно. Нико и Даллас едут на свалку металлолома, где находится её дом, и между ними возникают романтические отношения. Затем туда пребывают Ван Хельсинг и его помощник, чтобы убить обоих вампиров. Те в ответ стреляют в них из пистолета. Ван Хельсингу и Бомбе удалось убежать. Даллас обещает Нико, что под его защитой с ней всё будет хорошо. Они возвращаются обратно домой, чтобы сообщить о прибытии Ван Хельсинга. Тётя Пантия предлагает принарядить Нико. После переодевания в магазине женской одежды Нико убивает продавщицу, после чего вся семья идёт в ресторан. Там Нико знакомится с Рэйчел, с которой она быстро подружилась. Затем семья выходит из ресторана, где им встречается Граф, который мечтает избавиться от Нико. Ричард предлагает Далласу ехать с Нико из города подальше от Графа и его людей. Даллас и Нико едут к трейлеру, чтобы Нико вспомнила свою мать. Она узнала свою мать и неродного отца. После погрома, устроенного в трейлере, Нико и Даллас идут обратно домой, по пути убивая людей Графа.
В это время Ван Хельсинг и Бомба ждут подмогу из трёх братьев Бомбы: Газировки, Маленького чудовища и Курка. Они отправляются к дому семейки Далласа. Затем начинается битва между людьми и нежитью. Во время битвы погибли двое вампиров: Пантия и Ричард. Затем братва хватает Улрику и привязывают её к кровати. Улрика обманом заставляет Бомбу, Газировку, Курка и Маленькое Чудовище заняться с ней сексом. В конце концов они так и поступают, не зная о дальнейших последствиях. Ван Хельсинг убивает её ради всего святого. Позднее Нико и Рэйчел возвращаются с прогулок и обнаруживают тела Ричарда и Пантии. Курок пытается убить Нико, но случайно попадает в Рэйчел. Нико отнимает у него пистолет и стреляет в него несколько раз. Курок находится в критическом состоянии. Ван Хельсинг готовится убить Нико, но появляется Даллас и говорит Хельсингу, чтобы тот не трогал Нико. Также он сообщает Ван Хельсингу, что поможет ему достать самого Графа. Ван Хельсинг соглашается с Далласом и они отправляются к логову Графа.
Прибыв туда, их атакуют люди Графа. Нико и Ван Хельсинг взяты в плен, а Даллас и помощники Хельсинга готовятся к нападению на здание, где находятся Нико и Ван хельсинг. В это время Бомба, Газировка, Курок и Маленькое чудовище превращаются в вампиров из-за того, что они занялись сексом с покойной Улрикой. Граф готовится убить Ван Хельсинга, и в этот момент в здание на всей скорости въезжает фургон. Начинается битва вампиров против вампиров. После шума, устроенного в ресторане, четвёрка братьев принимается за Графа, всадив ему несколько колов. Затем Даллас поджигает Графа. Братва ликует, а Даллас, Нико и Рэйчел, которая тоже превратилась в вампира, уходят счастливым путём. В последней сцене мы видим бегущего по улице Ван Хельсинга, который после обращения в вампира, раскаялся в убийстве им своего сына Ганса.

## В ролях
- Каспер Ван Дьен — Даллас, вампир
- Наташа Грегсон Вагнер — Нико «Голливудская потрошительница», вампир
- Род Стайгер — доктор Фредерик Ван Хельсинг, охотник на вампиров
- Крейг Фергюсон — Ричард, вампир
- Наташа Лионн — Рэйчел, подруга Нико
- Ким Кэтролл — Улрика, вампир
- Удо Кир — Винсент, вампир
- Наталья Андрейченко — Пантия, вампир[5]
- Роберт Пасторелли — Граф
- Гэбриел Коссес — Бомба, помощник Ван Хельсинга
- Борис Ли Крутоног — консьерж
- Марко Хофшнайдер — Ганс, сын Ван Хельсинга
- Виктор Тогунде — Газировка
- Седрик Террелл — Маленькое чудовище
- Флекс Александр — Курок
- Роберт Питерс — полицейский #1
- Рик Крамер — полицейский #2
- Эллиа Томпсон — подруга Графа
- Питер Лукас — прислужник Графа
- Роберта Хэнли — продавщица
- Кончата Феррелл — Ванда, мать Нико
- Брент Бриско — Джордж, приёмный отец Нико
- Элизабет Сэмпсон — Фрида Ван Хельсинг (нет в титрах)
- Ричард Элфман — полицейский

В фильме также принимали участие: Стефен Портер, Джейсон Росс-Эйзикив, Джон Флек, Луис Элфмэн, Брэд Джозеф Дубин, Дмитрий Шелл, Франческа Ломбардо, Эд Райф.

## Съёмочная группа
- Режиссёр: Ричард Элфман.
- Сценарий: Мэттью Брайт.
- Оператор: Робин Браун.
- Композитор: Дэнни Элфман, Майкл Вандмахер, Луиджи Боккерини, François Couperin, Георг Фридрих Гендель, Вольфганг Амадей Моцарт, Амилькаре Понкьелли, Антонио Вивальди, Франц Шуберт.
- Монтаж: Ларри Бок.
- Художники: Робин Коста, Питер Кантер, Стэйси Б. Лондон, Магда Берлинер, Эдуардо Лучеро, Charlotte Gimfalk, А. Ломбардо.
- Продюсер: Лоуренс Абрамсон, Дон Дэниэл, Ричард Элфмэн, Гвен Филд, Брэд Уаймэн, Джордан Гертнер, Каспер Ван Дьен, Крис Хэнли.

## Интересные факты
- В испанской видео- и DVD-версии название не отображается на экране во время вступительных титров.
- Большинство персонажей, в том числе уличные бандиты, называются именами персонажей из романа С. Э. Хинтон «Изгои».
- В роли продавщицы в одёжном магазине сыграла Роберта Хэнли, супруга продюсера фильма Криса Хэнли.
- В камео появляется сам Ричард Элфман. Он играет полицейского, жующего пончик.
- В фильме вампиризм рассматривается как инфекция, передающаяся половым путём, а не простым укусом в шею.